# Хусеин-пашина џамија
Хусеин-пашина џамија, у Пљевљима, један од највриједнијих споменика оријенталне културе на Балкану, изграђена је од фино тесаног камена, као дио вакуфа Хусеин-паше Бољанића. Градња је започета око 1570. године. Минарет ове џамије је највећи на Балкану, висок 42 метра, а на њеном поду је још увијек оригинални ћилим из 1573. године, прављен по мјери ове грађевине у Мисиру (Египат) прошивен кожом и тежак око 400 килограма (димензија 10 пута 10 метара). Рукопис Курана у џамији, једно је од најљепших дјела исламске калиграфије XVI вијека.

## Вакуф Хусеин-паше
Вакуф Хусеин-паше су сачињавали: џамија, харем са мезиристаном, шадрван, сахат-кула, мектеб, караван-сарај са имаретом – бесплатном кухињом и безистан.

## Опис џамије
Градитељ ове џамије је, вероватно, неимар Хајрудин (који је саградио и мост у Мостару). Квадратне је основе. 13 пута 13 метара. Изнад улаза је тријем ширине 4 м, који држе четири мермерна стуба и наткривен је са три велике куполе. Унутрашњи простор џамије освијетљен са 25 прозора (у три нивоа), квадратне је основе, а купола је богато декорисана арабескама. Зидови су камени. У ентеријеру је шестоугаони михраб, украшен геометријским мотивима, а издвајају се и четири богато украшене полукуполе у угловима. Џамија је сачувана у готово изворном облику.

## Рукописи
Поред старих рукописних књига на арапском и турском језику, у џамији се налази рукопис Курана, из 1571. године, у кожном омоту, са 233 листа, прављен по налогу Хусеин-паше Бољанића. У њему су 352 минијатуре, рађене на златној подлози.